# Giro dei Paesi Baschi 2021
Il Giro dei Paesi Baschi 2021, sessantesima edizione della corsa e valida come quindicesima prova dell'UCI World Tour 2021 categoria 2.UWT, si svolse in sei tappe dal 5 al 10 aprile 2021 su un percorso di 797,7 km, con partenza da Bilbao e arrivo ad Arrate, in Spagna. La vittoria fu appannaggio dello sloveno Primož Roglič, il quale completò il percorso in 19h11'36", precedendo il danese Jonas Vingegaard ed il connazionale Tadej Pogačar.
Sul traguardo di Arrate 103 ciclisti, su 167 partiti da Bilbao, portarono a termine la competizione.

## Tappe
| Tappa  | Data      | Percorso                            | km    | Vincitore di tappa | Leader cl. generale |
| ------ | --------- | ----------------------------------- | ----- | ------------------ | ------------------- |
| 1ª     | 5 aprile  | Bilbao > Bilbao (cron. individuale) | 13,9  | Primož Roglič      | Primož Roglič       |
| 2ª     | 6 aprile  | Zalla > Sestao                      | 154,8 | Alex Aranburu      | Primož Roglič       |
| 3ª     | 7 aprile  | Amurrio > Ermualde (Laudio)         | 167,7 | Tadej Pogačar      | Primož Roglič       |
| 4ª     | 8 aprile  | Vitoria-Gasteiz > Hondarribia       | 189,2 | Ion Izagirre       | Brandon McNulty     |
| 5ª     | 9 aprile  | Hondarribia > Ondarroa              | 160,2 | Mikkel Honoré      | Brandon McNulty     |
| 6ª     | 10 aprile | Ondarroa > Arrate (Eibar)           | 111,9 | David Gaudu        | Primož Roglič       |
| Totale | Totale    | Totale                              | 797,7 |                    |                     |

## Squadre e corridori partecipanti
| N.      | Cod. | Squadra               |
| ------- | ---- | --------------------- |
| 1-7     | AST  | Astana-Premier Tech   |
| 12-17   | BOH  | Bora-Hansgrohe        |
| 21-27   | BEX  | Team BikeExchange     |
| 31-37   | UAD  | UAE Team Emirates     |
| 41-47   | GFC  | Groupama-FDJ          |
| 51-57   | MOV  | Movistar Team         |
| 61-67   | EFN  | EF Education-Nippo    |
| 71-77   | TFS  | Trek-Segafredo        |
| 81-87   | DQT  | Deceuninck-Quick Step |
| 91-97   | COF  | Cofidis               |
| 101-107 | LTS  | Lotto Soudal          |
| 111-117 | IGD  | Ineos Grenadiers      |

| N.      | Cod. | Squadra                  |
| ------- | ---- | ------------------------ |
| 121-127 | IWG  | Intermarché-Wanty-Gobert |
| 131-137 | DSM  | Team DSM                 |
| 141-147 | TJV  | Jumbo-Visma              |
| 151-157 | ACT  | AG2R Citroën Team        |
| 161-167 | ISN  | Israel Start-Up Nation   |
| 171-177 | TBV  | Bahrain Victorious       |
| 181-187 | TQA  | Team Qhubeka Assos       |
| 191-197 | CJR  | Caja Rural-Seguros RGA   |
| 201-207 | BBH  | Burgos-BH                |
| 211-217 | TDE  | Total Direct Énergie     |
| 221-227 | EKP  | Equipo Kern Pharma       |
| 231-237 | EUS  | Euskaltel-Euskadi        |

## Dettagli delle tappe

### 1ª tappa
- 5 aprile: Bilbao > Bilbao – Cronometro individuale – 13,9 km

Risultati
| Pos. | Corridore        | Squadra | Tempo  |
| ---- | ---------------- | ------- | ------ |
| 1    | Primož Roglič    | Jumbo   | 17'17" |
| 2    | Brandon McNulty  | UAE     | a 2"   |
| 3    | Jonas Vingegaard | Jumbo   | a 18"  |

| Pos. | Corridore        | Squadra | Tempo  |
| ---- | ---------------- | ------- | ------ |
| 1    | Primož Roglič    | Jumbo   | 17'17" |
| 2    | Brandon McNulty  | UAE     | a 2"   |
| 3    | Jonas Vingegaard | Jumbo   | a 18"  |

### 2ª tappa
- 6 aprile: Zalla > Sestao – 154,8 km

Risultati
| Pos. | Corridore     | Squadra | Tempo    |
| ---- | ------------- | ------- | -------- |
| 1    | Alex Aranburu | Astana  | 3h45'32" |
| 2    | Omar Fraile   | Astana  | a 15"    |
| 3    | Tadej Pogačar | UAE     | s.t.     |

| Pos. | Corridore       | Squadra | Tempo    |
| ---- | --------------- | ------- | -------- |
| 1    | Primož Roglič   | Jumbo   | 4h03'04" |
| 2    | Alex Aranburu   | Astana  | a 5"     |
| 3    | Brandon McNulty | UAE     | a 6"     |

### 3ª tappa
- 7 aprile: Amurrio > Ermualde (Laudio) – 167,7 km

Risultati
| Pos. | Corridore          | Squadra  | Tempo    |
| ---- | ------------------ | -------- | -------- |
| 1    | Tadej Pogačar      | UAE      | 4h04'50" |
| 2    | Primož Roglič      | Jumbo    | s.t.     |
| 3    | Alejandro Valverde | Movistar | a 5"     |

| Pos. | Corridore       | Squadra | Tempo    |
| ---- | --------------- | ------- | -------- |
| 1    | Primož Roglič   | Jumbo   | 8h07'48" |
| 2    | Tadej Pogačar   | UAE     | a 20"    |
| 3    | Brandon McNulty | UAE     | a 30"    |

### 4ª tappa
- 8 aprile: Vitoria-Gasteiz > Hondarribia – 189,2 km

Risultati
| Pos. | Corridore       | Squadra | Tempo    |
| ---- | --------------- | ------- | -------- |
| 1    | Ion Izagirre    | Astana  | 4h15'07" |
| 2    | Pello Bilbao    | Bahrain | s.t.     |
| 3    | Brandon McNulty | UAE     | s.t.     |

| Pos. | Corridore        | Squadra | Tempo     |
| ---- | ---------------- | ------- | --------- |
| 1    | Brandon McNulty  | UAE     | 12h25'21" |
| 2    | Primož Roglič    | Jumbo   | a 23"     |
| 3    | Jonas Vingegaard | Jumbo   | a 28"     |

### 5ª tappa
- 9 aprile: Hondarribia > Ondarroa – 160,2 km

Risultati
| Pos. | Corridore      | Squadra    | Tempo    |
| ---- | -------------- | ---------- | -------- |
| 1    | Mikkel Honoré  | Deceuninck | 3h39'54" |
| 2    | Josef Černý    | Deceuninck | s.t.     |
| 3    | Julien Bernard | Trek       | a 17"    |

| Pos. | Corridore        | Squadra | Tempo     |
| ---- | ---------------- | ------- | --------- |
| 1    | Brandon McNulty  | UAE     | 16h05'43" |
| 2    | Primož Roglič    | Jumbo   | a 23"     |
| 3    | Jonas Vingegaard | Jumbo   | a 28"     |

### 6ª tappa
- 10 aprile: Ondarroa > Arrate (Eibar) – 111,9 km

Risultati
| Pos. | Corridore          | Squadra  | Tempo    |
| ---- | ------------------ | -------- | -------- |
| 1    | David Gaudu        | Groupama | 3h05'42" |
| 2    | Primož Roglič      | Jumbo    | s.t.     |
| 3    | Alejandro Valverde | Movistar | a 35"    |

| Pos. | Corridore        | Squadra | Tempo     |
| ---- | ---------------- | ------- | --------- |
| 1    | Primož Roglič    | Jumbo   | 19h11'36" |
| 2    | Jonas Vingegaard | Jumbo   | a 52"     |
| 3    | Tadej Pogačar    | UAE     | a 1'07"   |

## Evoluzione delle classifiche
| Tappa              | Vincitore          | Classifica generale Maglia gialla | Classifica a punti Maglia verde | Classifica scalatori Maglia a pois | Classifica giovani Maglia blu |
| ------------------ | ------------------ | --------------------------------- | ------------------------------- | ---------------------------------- | ----------------------------- |
| 1ª                 | Primož Roglič      | Primož Roglič                     | Primož Roglič                   | Tadej Pogačar                      | Brandon McNulty               |
| 2ª                 | Alex Aranburu      | Primož Roglič                     | Primož Roglič                   | Maximilian Schachmann              | Brandon McNulty               |
| 3ª                 | Tadej Pogačar      | Primož Roglič                     | Primož Roglič                   | Tadej Pogačar                      | Tadej Pogačar                 |
| 4ª                 | Ion Izagirre       | Brandon McNulty                   | Primož Roglič                   | Tadej Pogačar                      | Brandon McNulty               |
| 5ª                 | Mikkel Honoré      | Brandon McNulty                   | Primož Roglič                   | Tadej Pogačar                      | Brandon McNulty               |
| 6ª                 | David Gaudu        | Primož Roglič                     | Primož Roglič                   | Primož Roglič                      | Jonas Vingegaard              |
| Classifiche finali | Classifiche finali | Primož Roglič                     | Primož Roglič                   | Primož Roglič                      | Jonas Vingegaard              |

Maglie indossate da altri ciclisti in caso di due o più maglie vinte
- Nella 2ª tappa Jonas Vingegaard ha indossato la maglia verde al posto di Primož Roglič.
- Nella 3ª e 4ª tappa Alex Aranburu ha indossato la maglia verde al posto di Primož Roglič.
- Nella 4ª tappa Brandon McNulty ha indossato la maglia blu al posto di Tadej Pogačar.
- Nella 5ª e 6ª tappa Jonas Vingegaard ha indossato la maglia blu al posto di Brandon McNulty.

## Classifiche finali

### Classifica generale - Maglia gialla
| Pos. | Corridore          | Squadra      | Tempo     |
| ---- | ------------------ | ------------ | --------- |
| 1    | Primož Roglič      | Jumbo        | 19h11'36" |
| 2    | Jonas Vingegaard   | Jumbo        | a 52"     |
| 3    | Tadej Pogačar      | UAE          | a 1'07"   |
| 4    | Adam Yates         | Ineos        | a 1'26"   |
| 5    | David Gaudu        | Groupama     | a 1'27"   |
| 6    | Pello Bilbao       | Bahrain      | a 1'28"   |
| 7    | Alejandro Valverde | Movistar     | a 1'33"   |
| 8    | Mikel Landa        | Bahrain      | a 2'17"   |
| 9    | Esteban Chaves     | BikeExchange | a 2'38"   |
| 10   | Ion Izagirre       | Astana       | a 2'59"   |

### Classifica a punti - Maglia verde
| Pos. | Corridore          | Squadra  | Punti |
| ---- | ------------------ | -------- | ----- |
| 1    | Primož Roglič      | Jumbo    | 106   |
| 2    | Tadej Pogačar      | UAE      | 75    |
| 3    | David Gaudu        | Groupama | 61    |
| 4    | Jonas Vingegaard   | Jumbo    | 48    |
| 5    | Alejandro Valverde | Movistar | 44    |

### Classifica scalatori - Maglia a pois
| Pos. | Corridore      | Squadra  | Punti |
| ---- | -------------- | -------- | ----- |
| 1    | Primož Roglič  | Jumbo    | 34    |
| 2    | Tadej Pogačar  | UAE      | 27    |
| 3    | David Gaudu    | Groupama | 20    |
| 4    | Hugh Carthy    | EF       | 17    |
| 5    | Antwan Tolhoek | Jumbo    | 15    |

### Classifica giovani - Maglia blu
| Pos. | Corridore         | Squadra    | Punti     |
| ---- | ----------------- | ---------- | --------- |
| 1    | Jonas Vingegaard  | Jumbo      | 19h12'28" |
| 2    | Tadej Pogačar     | UAE        | a 15"     |
| 3    | David Gaudu       | Groupama   | a 35"     |
| 4    | Mauri Vansevenant | Deceuninck | a 2'24"   |
| 5    | Brandon McNulty   | UAE        | a 6'54"   |